# Shanwei
Shanwei (汕尾市 ; pinyin : Shànwěi shì) est une ville-préfecture de la province du Guangdong en Chine.

## Subdivisions administratives
La ville-préfecture de Shanwei exerce sa juridiction sur quatre subdivisions - un district, une ville-district et deux xian :
- le district urbain de Shanwei - 汕尾市城区 Shànwěi shì chéngqū, appelé par ses habitants chéngqū (城区, arrondissement urbain) ;
- la ville-district de Lufeng - 陆丰市 Lùfēng Shì ;
- le xian de Haifeng - 海丰县 Hǎifēng Xiàn ;
- le xian de Luhe - 陆河县 Lùhé Xiàn.

## Histoire
La ville de Shanwei a été en 2005 le théâtre de manifestations de paysans expropriés pour construire un parc d'éoliennes. La police a tiré sur les manifestants pour la première fois depuis les manifestations de la place Tian'anmen. Entre trois (selon les autorités) et une vingtaine (selon les habitants) de manifestants ont été tués par la police, qui a de plus refusé de restituer les corps à leurs familles.
Par ailleurs, la révolte de Wukan a eu lieu a proximité de Shanwei.